# 繩金寺
繩金寺，又名塔下寺，舊稱天佛院。其位於江西省南昌市繩金塔下。
繩金寺始建於唐天佑年間（904年—907年）。清朝乾隆四年（1739年）、二十年和同治七年（1868年），分別重修。
寺內供有大千佛，分法華堂、宿覺堂、圓覺堂。寺前有一半月池，相傳為放生池。寺基上嵌有一塊青石碑刻，鐫有同治八年榮承大夫、振威將軍劉坤一撰寫的《重修繩金塔記》。